# Шоломськ
Шоломськ — пасажирський залізничний зупинний пункт Коростенської дирекції Південно-Західної залізниці розташований на одноколійній, неелектрифікованій лінії Білокоровичі — Овруч. Розташований у с. Слобода Шоломківська Овруцького району між станціями Хайчнорин та Овруч. На зупинному пункті зупиняються приміські поїзди.